# Fort Qu'Appelle (Saskatchewan)
Fort Qu'Appelle é uma pequena cidade da divisão Nº6 no sul da província de Saskatchewan, no Canadá. Está localizada no vale Qu'Appelle a 70 quilômetros a nordeste de Regina entre os lagos Echo e Mission e não deve ser confundido com a outrora significativa cidade vizinha de Qu'Appelle.

## Dados demográficos
A cidade de Fort Qu'Appelle apresentava uma população de 1919 residentes em 2006, em 2011 a população era de 2034 habitantes, um aumento de 6% em relação a 2006; já em 2016 o censo apontou uma população de 1920 habitantes o que representou uma queda de 0.9% em relação aos dados de 2011.